# 川崎肇

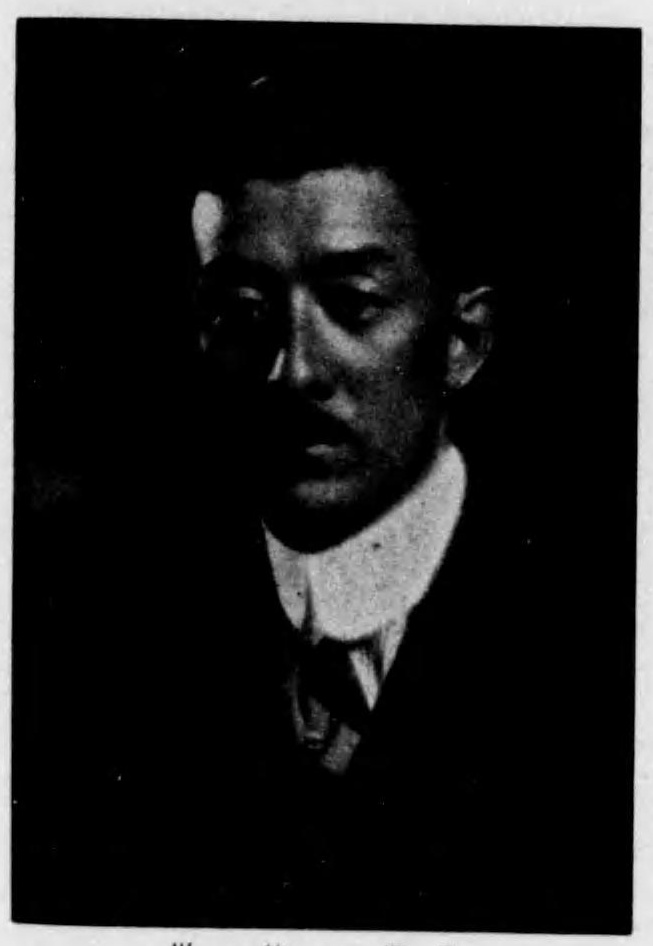
川崎肇

川崎 肇（かわさき はじめ、1884年〈明治17年〉11月11日 - 1948年〈昭和23年〉1月23日）は、日本の東京川崎財閥の実業家、ゴルファー。川崎銀行副頭取、川崎信託社長、東武鉄道取締役、阪和鉄道取締役などを歴任した。「駒沢育ち」を代表するゴルファーの一人。

## 経歴
初代川崎八右衛門の孫。八右衛門の娘なかとその婿の茨城県出身の川崎東作との長男で、叔父に2代目川崎八右衛門。弟の川崎甲子男は国華徴兵、日華生命、帝国火災、福徳生命の社長や明和銀行頭取などを務めた。妻のキヨは金子堅太郎の娘。
9歳で家督を相続。東京高等師範学校附属中学校（現筑波大学附属高等学校）を経て、1903年東京高等商業学校（現一橋大学）予科入学。1909年ペンシルベニア大学経済学部卒業、日本火災保険取締役、川崎貯蓄銀行専務。1913年から14年まで再びイギリス、ドイツ、イタリア、オーストリア、フランス、ロシアなどを遊学。
川崎銀行副頭取、博多土居銀行頭取、博多銀行頭取、日本火災保険社長、日華生命保険社長、萬歳生命保険社長、川崎信託社長、日本橋ビルデイング代表取締役、東武鉄道取締役、阪和鉄道取締役等を務めた。川崎財閥のうち、主に火災保険、信託の事業を担当した。
1923年関東大震災で妻を亡くす。1943年日本火災保険を勇退。日本アマチュアゴルフ選手権競技で通算3勝（1919年、1924年、1925年）を遂げた実績を持つが、その後左目を事故により失明、それ以降思うように勝てぬまま急性心不全で亡くなった。